# Honda RA271
La Honda RA271 era una vettura da competizione progettata e costruita dalla Honda per partecipare al campionato mondiale di Formula 1. Questa vettura è stata la seconda vettura da F1 prodotta dalla ditta giapponese e la prima vettura realizzata in questo paese a partecipare alla F1.
La vettura venne sviluppata nel 1963, come prototipo, con la designazione di RA270. La RA271 debuttò nel campionato del mondo del 1964 prendendo parte a tre gran premi con alla guida il pilota statunitense Ronnie Bucknum. La vettura era dotata di un motore V12 da 1,5 litri montato trasversalmente.
In seguito da questa vettura verrà sviluppata la RA272 che conquisterà, l'anno successivo, la prima vittoria nel Gran Premio del Messico.